# Chevigney
Chevigney é uma comuna francesa na região administrativa de Borgonha-Franco-Condado, no departamento de Alto Sona. Estende-se por uma área de 5,17 km². Em 2010 a comuna tinha 36 habitantes (densidade: 7 hab./km²).